# Magadino
Magadino (in dialetto ticinese Magadìn o Magadign) è una frazione di 1 642 abitanti del comune svizzero di Gambarogno, nel Canton Ticino (distretto di Locarno).

## Geografia fisica
(Proverbio ticinese)
Magadino si affaccia sul Lago Maggiore. .

## Storia

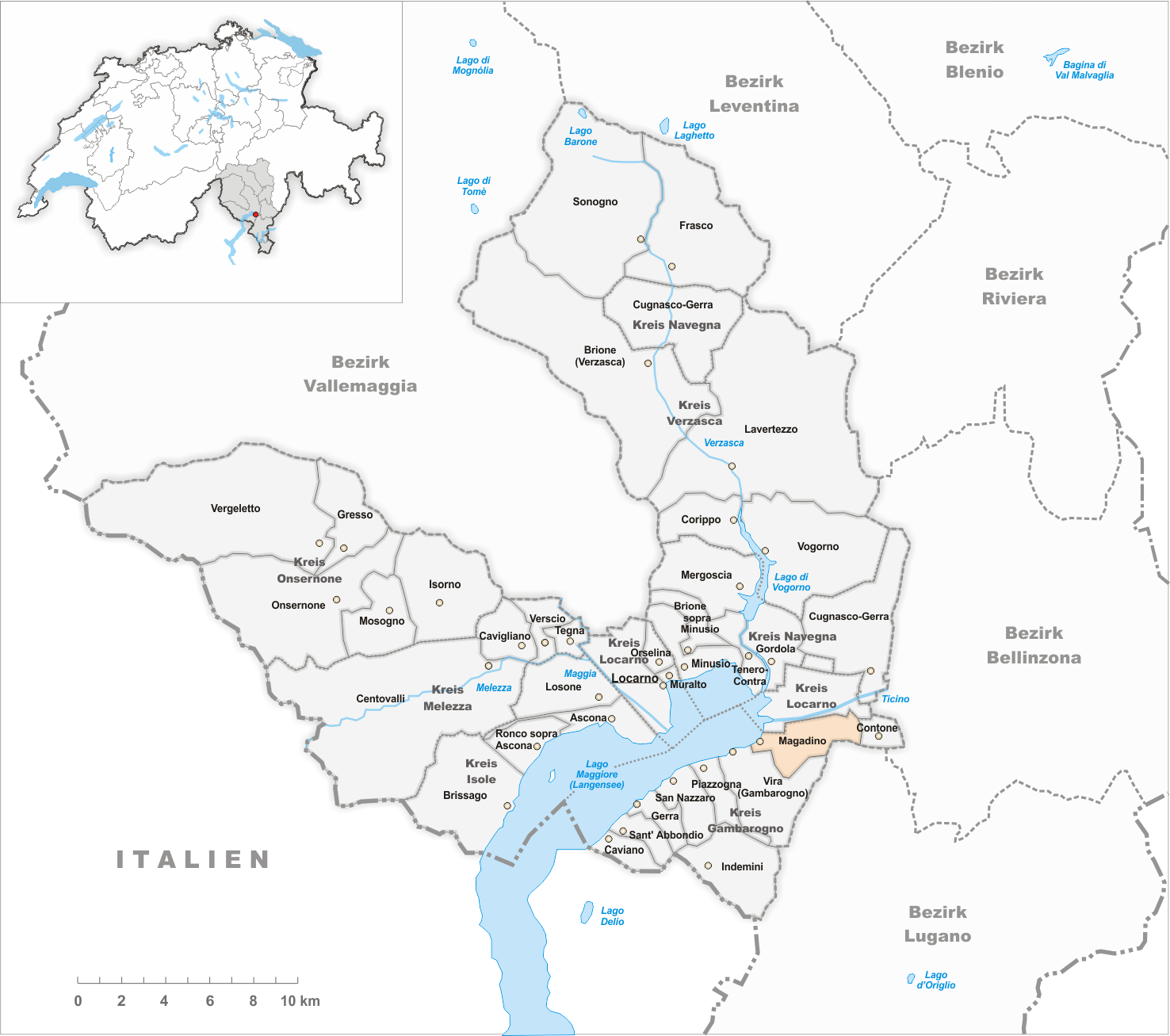
Il territorio del comune di Magadino prima degli accorpamenti comunali del 2010

Già comune autonomo istituito nel 1843 per scorporo dal comune di Vira Gambarogno e che si estendeva per 7,3 km², nel 2010 è stato accorpato agli altri comuni soppressi di Caviano, Contone, Gerra Gambarogno, Indemini, Piazzogna, San Nazzaro, Sant'Abbondio e Vira Gambarogno per formare il comune di Gambarogno, del quale Magadino è sede comunale. La fusione è stata decisa dal Consiglio di Stato il 16 aprile 2008 e approvata dal Gran Consiglio ticinese il 23 giugno successivo.

## Monumenti e luoghi d'interesse

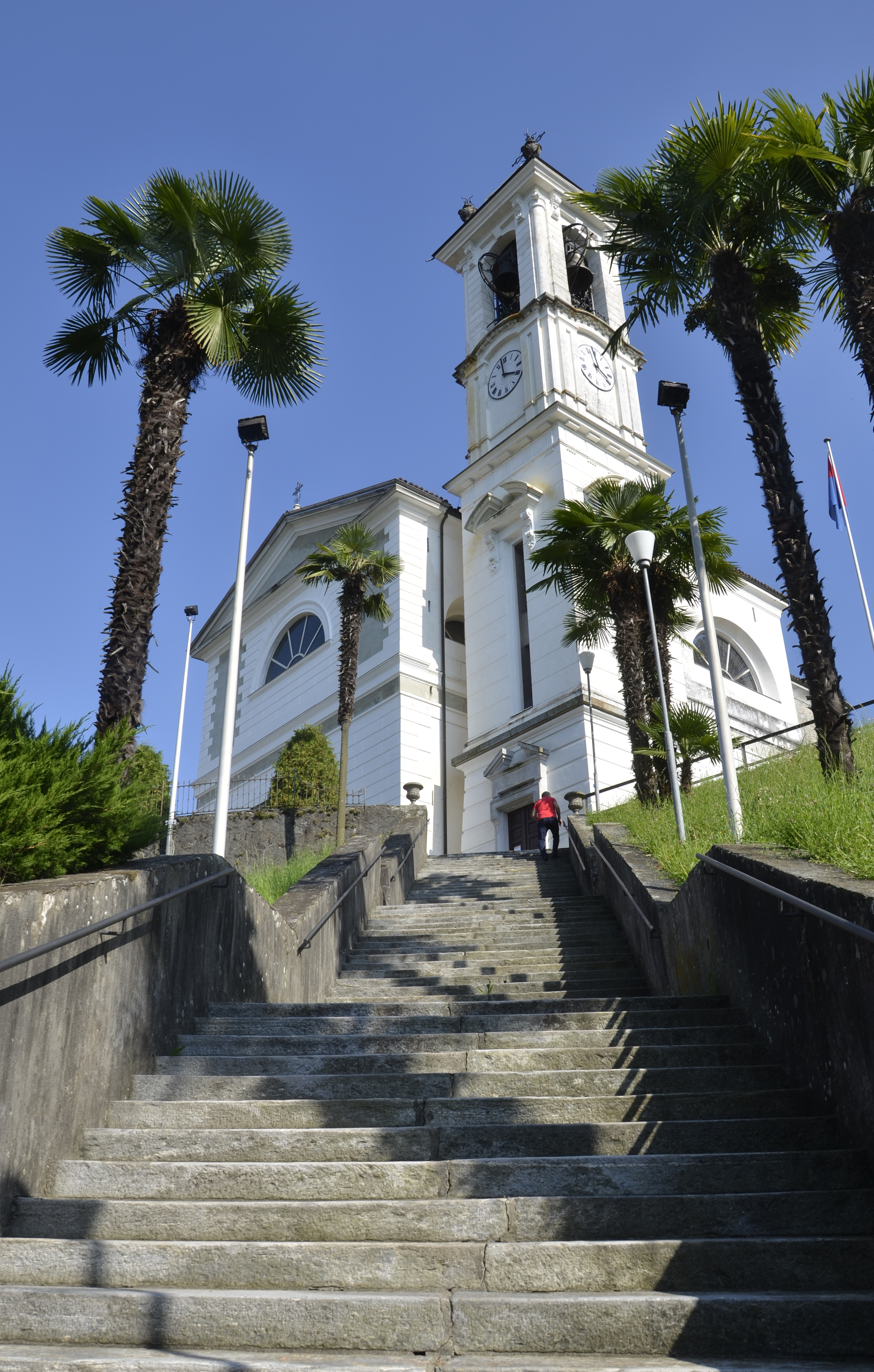
La chiesa parrocchiale di San Carlo Borromeo

- Chiesa parrocchiale di San Carlo Borromeo, del 1844-1846[1];
- Oratorio di Sant'Antonio da Padova in località Orgnana, documentato nel 1591[senza fonte];
- Villa Ghisler, costruita nel 1843-1844[senza fonte];
- Forte Olimpio[senza fonte];
- Quattro massi cuppellari preistorici[senza fonte].

## Società

### Evoluzione demografica
L'evoluzione demografica è riportata nella seguente tabella:
Abitanti censiti

## Infrastrutture e trasporti

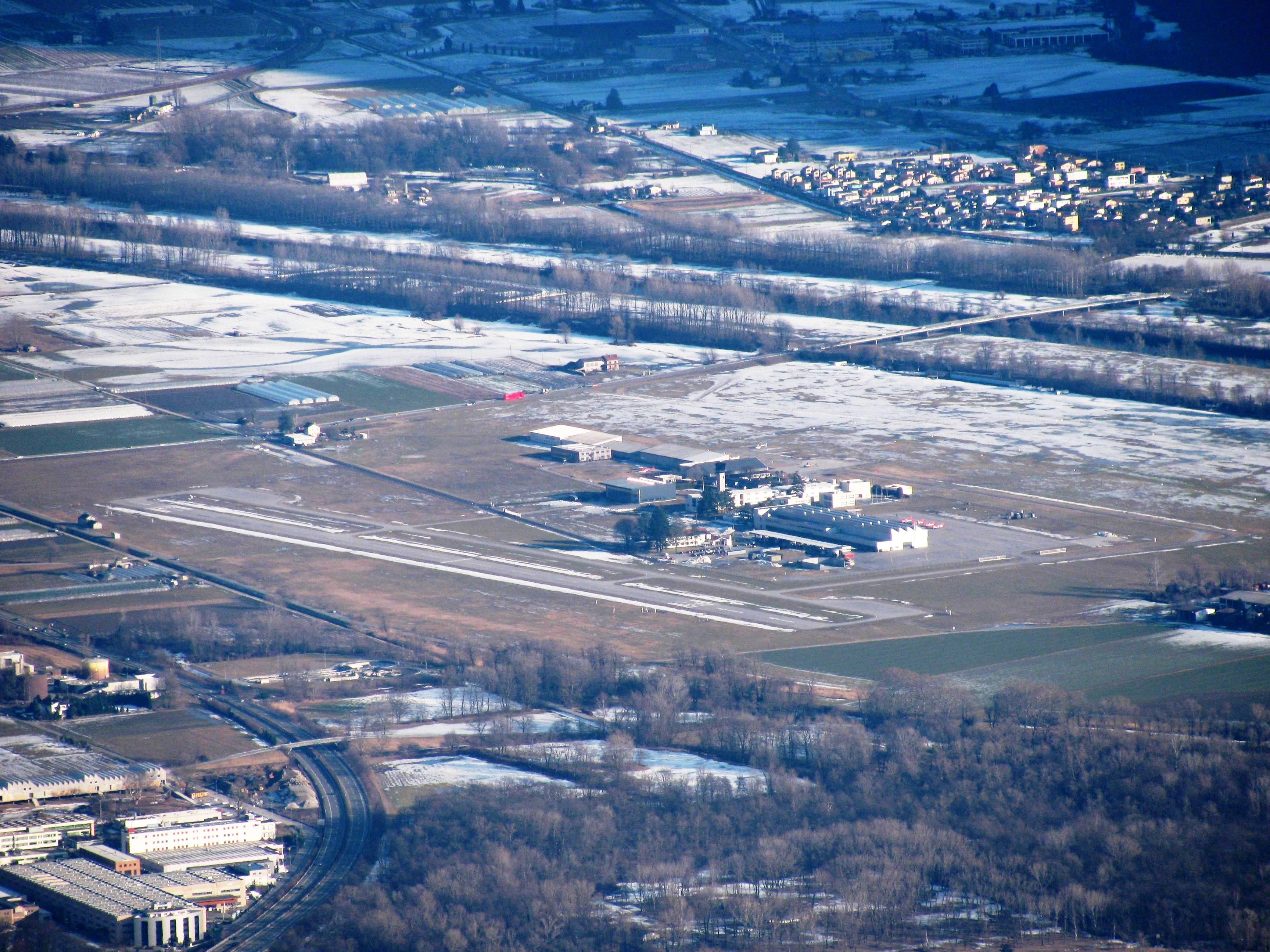
L'aeroporto di Magadino

Il paese è servito dalla stazione di Magadino-Vira della ferrovia Cadenazzo-Luino; presso Magadino sorge l'aeroporto di Locarno-Magadino, civile e militare.

## Amministrazione
Ogni famiglia originaria del luogo fa parte del cosiddetto comune patriziale e ha la responsabilità della manutenzione di ogni bene ricadente all'interno dei confini della frazione. L'ufficio patriziale, rieletto il 26 aprile 2009, è presieduto da Maurizio Sargenti.